# Agrostis arenaria
Agrostis arenaria é uma espécie de gramínea do gênero Agrostis, pertencente à família Poaceae.